# Jud
Jud ili Đud (mađ. Máriagyűd) je naselje u južnoj Mađarskoj i poznato marijansko svetište.

## Zemljopisni položaj
Nalazi se na 45° 51' 20" sjeverne zemljopisne širine i 18° 17' 55" istočne zemljopisne dužine. Harkanj je 1,5 km jugozapadno, Teriđ je 4 km zapadno-jugozapadno, Crnota je 3,5 km, a Turon 3 km sjeverozapadno, Bišira je 2 km sjeverno, Tofaluba (Kišfalov) je 3,5 km, a Vakan 4 km sjeveroistočno, Veliko Selo (Totovala) je 4 km istočno, gradić Šikloš kojem pripada je 500 m jugoistočno, a Maća je 6,5 km južno.

## Upravna organizacija
Pripada Šikloškoj mikroregiji u Baranjskoj županiji. Poštanski broj je 7818, za razliku od grada Šikloša, kojem Jud (Đud) pripada, kojem je poštanski broj 7800.
Jud (Đud) se do 1934. godine službeno na mađarskom zvao Gyűd, a od te godine je službeno ime bilo Máriagyűd.
1977. godine upravno je pripojeno selu Šiklošu i onda je taj novi Šikloš dobio status grada.

## Povijest
Jud je bilo mjestom hodočašća još u ranom srednjem vijeku. Još davno je podno brda i izvora postojao kipić kojeg su podigli kršćanski vjernici. Kasnije su 1006. godine benediktnici iznad kipića podigli kapelicu.
U ovom se mjestu je utočište tražio ugarsko-hrvatski kralj Geza II. kad je ratovao protiv Bizanta. 1148. godine našao je utočište i u znak zahvalnosti proširio je kapelicu.
31. svibnja 1805. godine papa Pio VII. proglasio ga je marijanskim svetištem te se od toga nadnevka u Judu/Đudu smije održavati proštenje. U samom svetištu misa se održava na mađarskom, hrvatskom i njemačkom jeziku.
Jud/Đud je mjestom hodočašća. Ovdje se tradicionalno hodočasti na blagdan Duhova, tjedan Svetog Trojstva i na blagdan Velike Gospe 15. kolovoza.
Za Hrvate u Baranji ovo je marijansko svetište ono što Hrvatima u mađarskom dijelu Bačke predstavlja bajska Vodica.
Povijesna je zanimljivost dvostruko nestajanje Gospinog kipa, za Turaka i reformacije. U svezi s time kad je iz ovdašnje crkve za vrijeme turske vlasti nestao Gospin kip, postoji zanimljiva predaja mađarskih Hrvata iz Križevaca: postoji vjerovanje da se kip sam vratio u crkvu. Ipak, kip Đudske Marije je novijeg podrijetla. Izvorni kip je za turske vlasti nestao 1698. godine, a novi je donesen iz Koprivnice. Ni taj novi kip nije imao mir: za vrijeme Rákoczijeve bune je 1704. godine sklonjen u Osijek gdje se i danas nalazi kod franjevaca, a današnji kip je iz 18. stoljeća.
U Đudu/Judu se osim Gospina kipa se štuje i sveti zdenac, iz kojeg su hodočasnici nosili kućama svetu vodu. Običaj je Podravaca da kad djevojke prvi put hodočaste u Đud/Jud da Đudskoj Mariji donesu na poklon hrastovu grančicu. Za Đud/Jud je vezan i običaj krštenja odraslih djevojaka vodom, a osobe koje su krstili djevojke su nazivali đudskim kumom i đudskom kumom.
14. rujna 2008. godine u Judu je na blagdan Uzvišenja Svetog Križa javno pročitan dekret pape Benedikta XVI. kojim su judska crkva i svetište podignuto na razinu male Bazilike (lat. Basilica minoris).

## Promet
Kroz Šikloš prolazi željeznička prometnica koja spaja Barču, Šeljin, Harkanj i Mohač. Uži Šikloš se većim dijelom nalazi s južne strane, dok se Jud/Đud, koji mu upravno pripada, uglavnom nalazi sa sjeverne strane. U užem Šiklošu se nalaze dvije željezničke postaje, a u Đudu/Judu se nalazi jedna.
2 km zapadno od Juda je državna cestovna prometnica br. 58.

## Stanovništvo
Prema popisu 2001., na području Juda (Đuda) je živjelo 1.499 stanovnika (dok Šikloš bez Juda ima 8.538 stanovnika).

## Galerija
- Crkva
- Crkva iznutra
- Kapela na brdu Kalvariji (Kálvária).

## Vanjske poveznice
- (mađ.) A Máriagyűdi Római Katolikus Plébánia honlapja
- (mađ.) Máriagyűd rövid története
- (mađ.) Új Ember cikk: A kegyhely története, fotók
- (mađ.) A bucsujaras.hu Máriagyűdről
- (mađ.) Bálint Sándor: Boldogasszony vendégségében
- (mađ.) Légifotók Máriagyűdről